# Gertrude van Babenberg
Gertrude van Oostenrijk ook bekend als Gertrude van Babenberg (1226 - 24 april 1288) behoorde tot het huis Babenberg. Ze werd hertogin van Mödling en later van 1246 tot 1250 de titulaire hertogin van Oostenrijk en Stiermarken. Ze was de nicht van de kinderloze hertog Frederik II van Oostenrijk, het laatste mannelijke lid van het huis Babenberg. Ze was in feite de eerste in de lijn van troonopvolging om de hertogdommen Oostenrijk en Stiermarken te erven, maar werd daarin betwist door haar tante Margaretha.

## Levensloop
Gertrude was het enige kind van Hendrik van Oostenrijk, de hertog van Mödling, en diens gemalin Agnes, dochter van landgraaf Herman I van Thüringen. Haar vader was de tweede zoon van hertog Leopold VI van Oostenrijk. Na de dood van zijn oudere broer Leopold werd Hendrik de erfopvolger van Oostenrijk.
Hendrik overleed in september 1228 op ongeveer 20-jarige leeftijd zonder mannelijke nakomelingen. Toen hertog Leopold VI in juli 1230 stierf, werd hij opgevolgd door zijn derde zoon Frederik II. Omdat Oostenrijk onder het huis Babenberg ook door vrouwen bestuurd mocht worden, betwistte Gertrude de troonsbestijging van Frederik II en claimde ze Oostenrijk als haar erfdeel. Desondanks erfde ze wel de titel van haar vader en werd ze hertogin van Mödling. Zolang ze minderjarig was, werd ze onder de voogdij van haar oom geplaatst. Frederik II was echter na twee ongelukkige huwelijken nog steeds kinderloos gebleven, waardoor de kansen van Gertrude om ooit hertogin van Oostenrijk en Stiermarken te worden toenamen.
Tijdens zijn heerschappij had Frederik II een langdurig conflict met keizer Frederik II van het Heilige Roomse Rijk, waardoor onder de rijksban werd geplaatst. In 1245 werd hij echter een belangrijke bondgenoot van keizer Frederik II, toen er onderhandelingen begonnen om van Wenen een bisdom te maken en van Oostenrijk een koninkrijk te maken. Dit zou gebeuren op voorwaarde dat de 51-jarige keizer, die al drie maal weduwnaar was geworden, mocht trouwen met de 19-jarige Gertrude. Ook koning Wenceslaus I van Bohemen wilde zich verbinden met Frederik II van Oostenrijk en wilde daarom zijn oudste zoon en erfgenaam, hertog Wladislaus III van Moravië, aan Gertrude uithuwelijken. Gertrude mocht vervolgens kiezen met wie ze wilde huwen en koos voor Wladislaus omdat keizer Frederik II kort daarvoor door de paus was geëxcommuniceerd. In juni 1245 werd in Verona het huwelijk tussen Wladislaus en Gertrude gearrangeerd.
Op 15 juni 1246 sneuvelde Frederik II van Oostenrijk tijdens de oorlog met koning Béla IV van Hongarije. Omdat Gertrude hierdoor hertogin van Oostenrijk en Stiermarken werd, besloot koning Wenceslaus om het huwelijk tussen zijn zoon en Gertrude snel te laten plaatsvinden. Omdat Wladislaus later koning van Bohemen zou worden en ook omdat hij de erfrechten van zijn echtgenote erkende, werd hij door de Oostenrijkse adel al snel aanvaard als hertog van Oostenrijk. Het huwelijk tussen Gertrude en Wladislaus zou echter niet lang duren, omdat Wladislaus op 3 januari 1247 onverwacht stierf.
Om haar claims op de Oostenrijkse troon te versterken, hertrouwde de 22-jarige Gertrude in 1248 met markgraaf Herman VI van Baden. In 1249 werd hun gezamenlijke zoon Frederik geboren. Om dit vieren schonk ze 30 mensen in Alland, de geboorteplaats van haar zoon, uitgebreide landbouwgronden. In 1250 kregen Gertrude en Herman een dochter Agnes, die naar haar grootmoeder langs moederkant werd vernoemd. De Oostenrijkse adel weigerde echter om Herman VI als hertog van Oostenrijk te aanvaarden, waardoor hij slechts minimale controle kon uitoefenen. Ook kon hij het verzet van de adel niet beëindigen, waardoor Gertrude met haar kinderen naar de stad Meißen vluchtte en de relatie met haar echtgenoot verzuurde. Op 4 oktober 1250 overleed Herman VI onverwacht, volgens sommigen vergiftigd door Gertrude. 
Ze weigerde daarna te hertrouwen met Floris de Voogd, de broer van graaf Willem II van Holland en de favoriete kandidaat van paus Innocentius IV om hertog van Oostenrijk en Stiermarken te worden. Hierdoor verloor Gertrude de steun van de paus en de Romeinse Curie en dus haar kansen om haar bezit van Oostenrijk te herstellen. Het was ook in die periode dat haar tante Margaretha, die ook Oostenrijk en Stiermarken opeiste, huwde met prins Ottokar van Bohemen, de tweede zoon en volgende erfgenaam van koning Wenceslaus I van Bohemen. De adel besloot daarop om Margaretha en Ottokar te erkennen als heersers van Oostenrijk. 
Toen Gertrude haar steun grotendeels had verloren, vormde ze op 12 juli 1252 een alliantie met koning Béla IV van Hongarije en huwde ze met een verwante van hem, vorst Roman Danilovitsj van Galicië uit het huis Ruriken. In 1253 werd hun enige dochter Maria geboren. Ook Roman slaagde er niet in om het hertogdom Oostenrijk te bemachtigen, waarna Roman zijn echtgenote en zijn dochter achterliet en terugkeerde naar Hongarije. Kort daarna werd het huwelijk geannuleerd.
In 1254 kon Gertrude na het betalen van 400 zilvermarken een deel van het hertogdom Stiermarken bemachtigen, waarvan onder meer de steden Voitsberg en Judenburg deel uitmaakten. Toen zowel Gertrude als haar zoon Frederik in 1267 hun claims op het hertogdom Oostenrijk weigerden op te geven, nam koning Ottokar II van Bohemen haar gebied af. Omdat Ottokar II echter 25 jaar jonger was dan haar tante Margaretha, had hij nog altijd geen erfgenamen. Daarom had hij plannen om met iemand uit het Hongaarse koningshuis te huwen. Hetzelfde jaar overleed Margaretha, waardoor Gertrude nu de enige wettige erfgename van het huis Babenberg was.
Op 8 september 1268 werd haar zoon Frederik, die hertog Konradijn van Zwaben vergezelde op diens militaire expeditie in Italië, echter nabij de stad Anzio gevangengenomen. Hij werd samen met Konradijn overgedragen aan Karel van Anjou, de koning van Sicilië, opgesloten in de Castel dell'Ovo in Napels en daarna op 29 oktober 1268 in het openbaar onthoofd. Vervolgens werd Gertrude in 1269 uit Oostenrijk verbannen en verloor ze haar claims op het gebied rond de stadWindisch-Feistritz. Vervolgens vond ze opnieuw bescherming bij haar familie langs moederskant in Meißen.
De claims van Gertrude op Oostenrijk en Stiermarken kwamen uiteindelijk ten einde toen Rooms-Duits koning Rudolf I van Habsburg de hertogdommen in 1282 aan zijn zonen schonk. Ondertussen was ze abdis geworden in het clarissenklooster nabij Seußlitz geworden. Het was in deze functie dat Gertrude in 1288 overleed.
De claims van Gertrude en haar zoon Frederik gingen over naar haar dochter Agnes, die in 1279 haar rechten op Baden, Oostenrijk en Stiermarken echter afzwoer. 